# Juri Danilowitsch Komissarow
Juri Danilowitsch Komissarow (russisch Ю́рий Дани́лович Комисса́ров,  wiss. Transliteration Yuriy Danilovich Komissarov; * 27. November 1936 in Leningrad, Russische SFSR, Sowjetunion; † 11. November 2016 in Moskau) war ein russischer Schauspieler.

## Leben
Komissarow war der Sohn des Iranologen und Professors für persische Literatur Daniil Semjonowitsch Komissarow (1907–2008). Seine Mutter war Expertin für  altrussische Literatur. Sein Bruder ist der Schauspieler Alexander Danilowitsch Komissarow. Von 1941 bis 1945 lebte die Familie in Teheran, Iran, da der Vater in der dortigen russischen Botschaft als Attaché arbeitete.
Mitte der 1950er Jahre begann er, an Theatern hinter den Kulissen zu arbeiten, da er Aufnahmeprüfungen für verschiedene Schauspielschulen nicht bestand. Ab 1959 spielte er selbst in Theaterstücken. Er machte seinen Abschluss an der Russischen Akademie für Theaterkunst.
Am 29. Juli 1982 wurde er für seine Leistungen von der RSFSR geehrt. 2004 wurde er zum Volkskünstler der Russischen Föderation ernannt.
Von 1954 bis zu seinem Tod spielte er am Armeetheater. Er verstarb nur wenige Tage vor seinem 80. Geburtstag. Er wurde am 27. November 2016 auf dem Friedhof Trojekurowo in Moskau beigesetzt.

## Filmografie (Auswahl)
- 1967: Severo-zapadnee Berlina (Северо-западнее Берлина) (Fernsehfilm)
- 1978: Vokrug Smekha (Вокруг смеха) (Fernsehserie, Episode 1x01)
- 1985: Gorod nad golovoy (Город над головой) (Mini-Serie)